# Astyanax daguae
Astyanax daguae és una espècie de peix de la família dels caràcids i de l'ordre dels caraciformes.

## Morfologia
- Els mascles poden assolir 4 cm de llargària total.[4][5]

## Hàbitat
Viu a àrees de clima tropical entre 24 °C-27 °C.

## Distribució geogràfica
Es troba a Sud-amèrica: Colòmbia.